# Ruth Selwyn
Ruth Selwyn, nata Ruth Wilcox (Tazewell, 6 novembre 1905 – Hollywood, 13 dicembre 1954), è stata una produttrice teatrale e attrice statunitense.

## Biografia
Nata in Virginia nel 1905, fu la prima moglie di Edgar Selwyn. Attrice e produttrice teatrale, il suo nome appare in alcune produzioni di commedie e musical di Broadway. Girò otto film, in uno dei quali, Men Must Fight del 1933, venne diretta dal marito.
Bachelor Born, uno degli spettacoli di Broadway da lei prodotto nel 1938 insieme a Milton Shubert, fu un buon successo: restò in scena per oltre un anno con quattrocento repliche.
Ruth Selwyn morì a Hollywood il 13 dicembre 1954 dopo aver compiuto da poco i 49 anni.

## Filmografia
La filmografia è completa.

### Attrice
- Five and Ten, regia (non accreditato) di Robert Z. Leonard (1931)
- Polly of the Circus, regia di Alfred Santell (1932)
- The Trial of Vivienne Ware, regia di William K. Howard (1932)
- New Morals for Old, regia di Charles Brabin (1932)
- Il professore (Speak Easily), regia di Edward Sedgwick (1932)
- Men Must Fight, regia di Edgar Selwyn (1933)
- Amanti fuggitivi (Fugitive Lovers), regia di Richard Boleslawski (1934)
- Harrington faccia-di-bambino (Baby Face Harrington), regia di Raoul Walsh (1935)

## Spettacoli teatrali (produzione)
- Nine-Fifteen Revue (Broadway, 11 marzo 1930)
- Bachelor Born, di Ian Hay (Broadway, 25 gennaio 1938)
- Walk With Music (Broadway, 4 luglio 1940)